# Polissoirs et menhir de Coinche
Les polissoirs et le menhir de Coinche sont un site mégalithique situé en France à Chantecoq, dans le département du Loiret en région Centre-Val de Loire.

## Description
Le site est composé d'un menhir et de deux polissoirs, entourés de divers autres mégalithes. Il remonte au Néolithique.
Le menhir est un bloc de poudingue d'une hauteur de 1,60 m, d'une largeur de 1,40 m à la base et de 70 cm d'épaisseur. Il a été percé pratiquement en son centre.
Les deux polissoirs, plus à l'ouest, sont en grès yprésien fin. Le plus grand, au sud, est doté de 3 stries, 5 cuvettes et une surface de polissage ; le second, de seulement 3 cuvettes partielles. Un troisième polissoir, mobile celui-là, a été découvert en 1982 près du menhir.

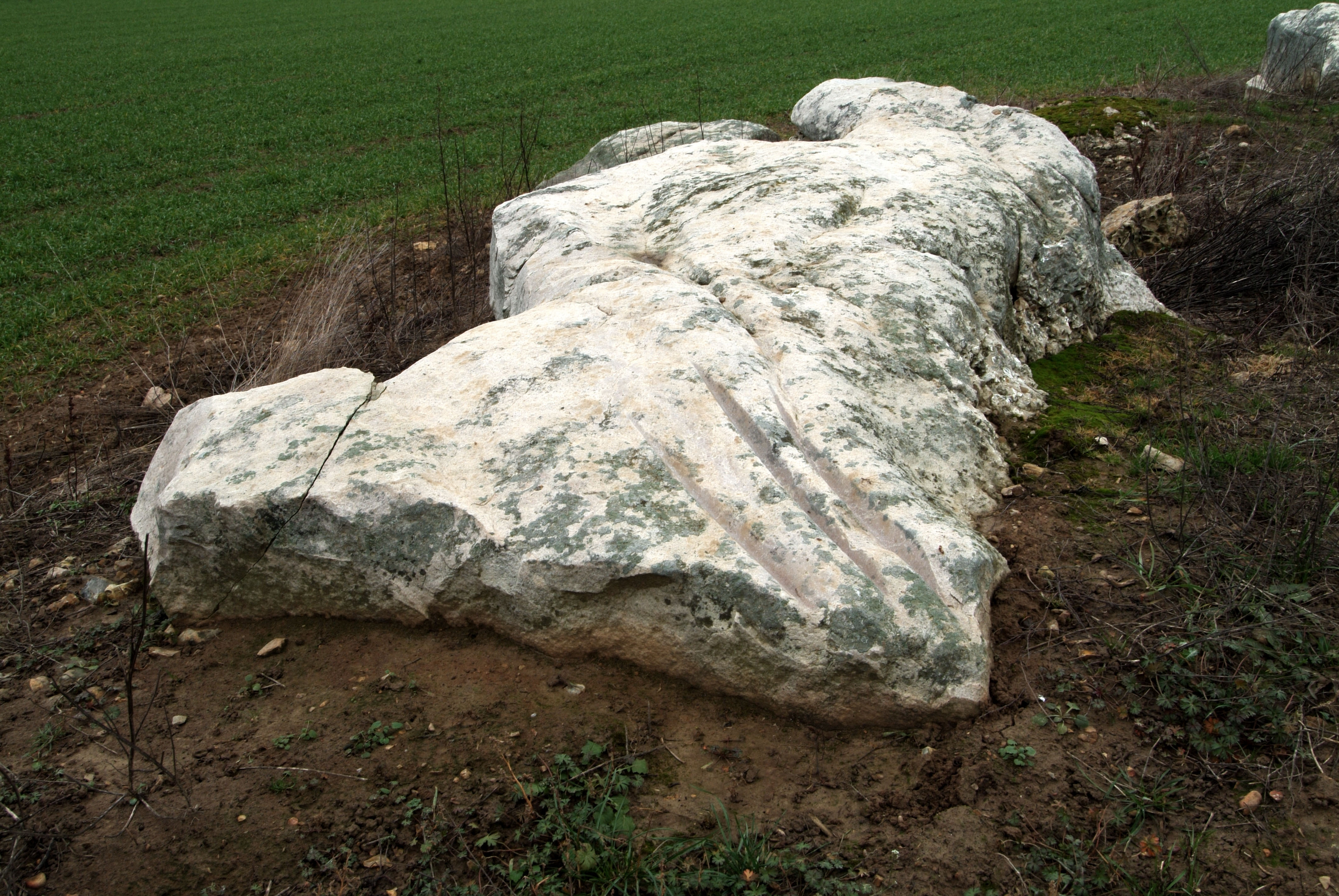
Le grand polissoir aux stries.
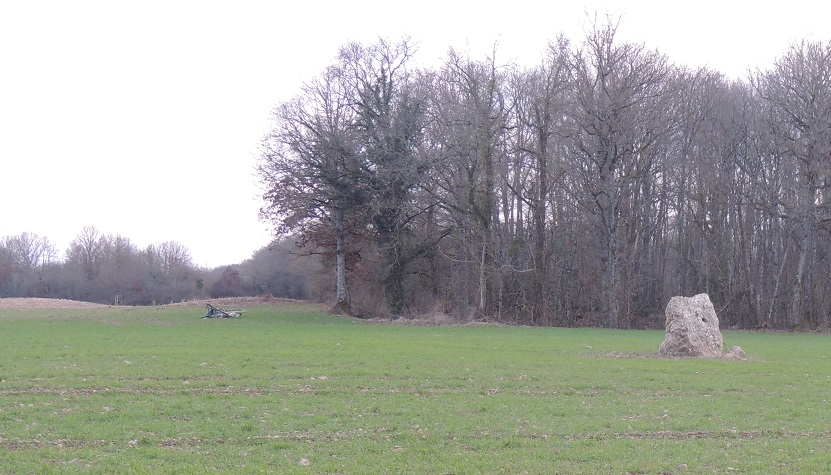
Le menhir vu depuis la route.
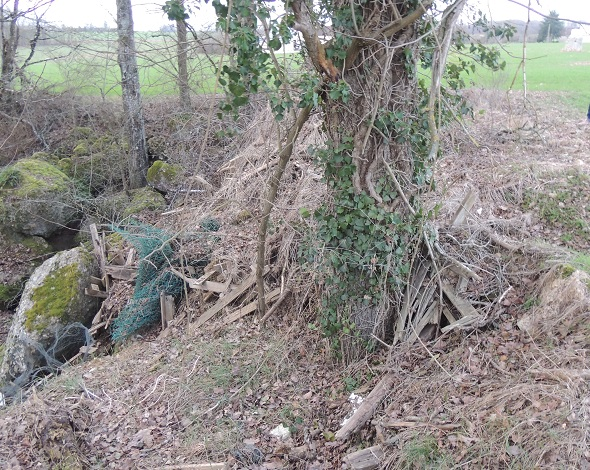
Chaos de blocs de poudingue très abondants.
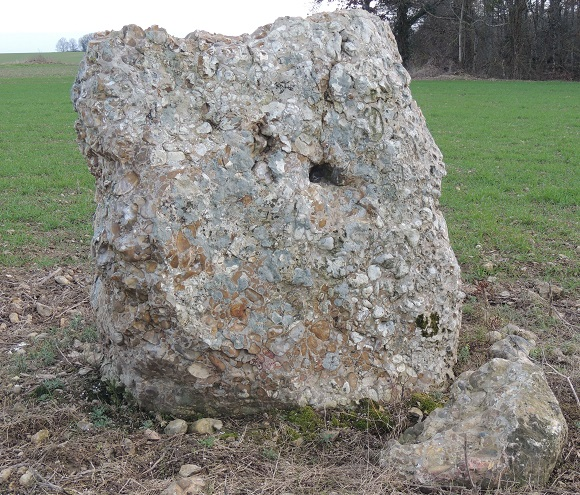
Le menhir et un mégalithe partiellement enterré à l'arrière plan à gauche.
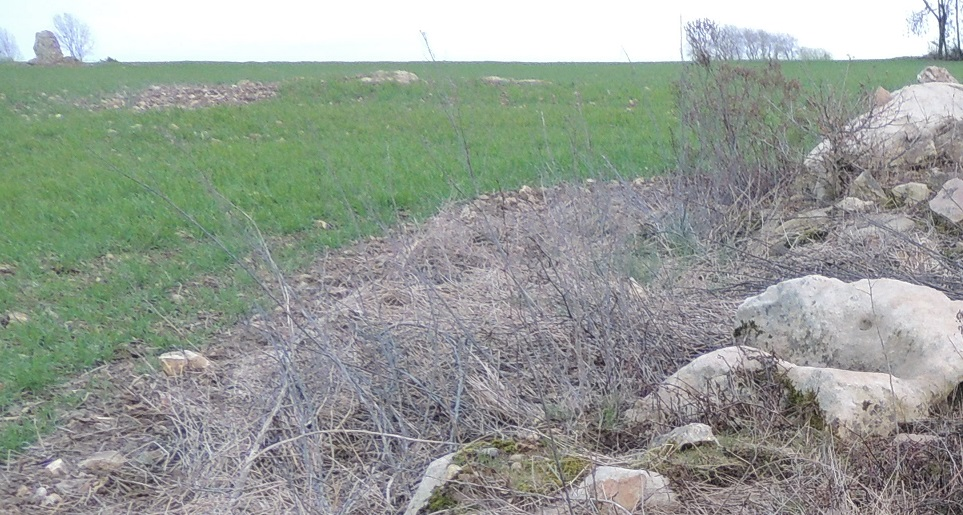
Le menhir et les blocs mégalithiques à l'ouest.

## Protection
L'édifice a été classé monument historique en 1986.